# Raasay
Raasay (skotskou gaelštinou Ratharsair) je jeden z ostrovů, které tvoří souostroví Vnitřní Hebridy. Na západě sousedí s ostrovem Skye, na východě se skotskou pevninou. Jméno Raasay je skandinávského původu a znamená „Srnčí ostrov“. Hlavním střediskem je vesnice Inverarish, která za první světové války sloužila jako tábor pro německé zajatce.
Jedním z místních rodáků byl jeden z nejvýznamnějších skotských básníků 20. století Sorley MacLean (původní znění jména ve skotské gaelštině, která byla básníkovým rodným jazykem, je Somhairle MacGill-Eain nebo též MacGilleathain), který se narodil roku 1911 ve vesnici Osgaig. Jedna z jeho nejslavnějších básní, „Hallaig“, byla inspirována stejnojmennou vysídlenou vesnicí ostrova.